# Hollósy Kornélia-szobor

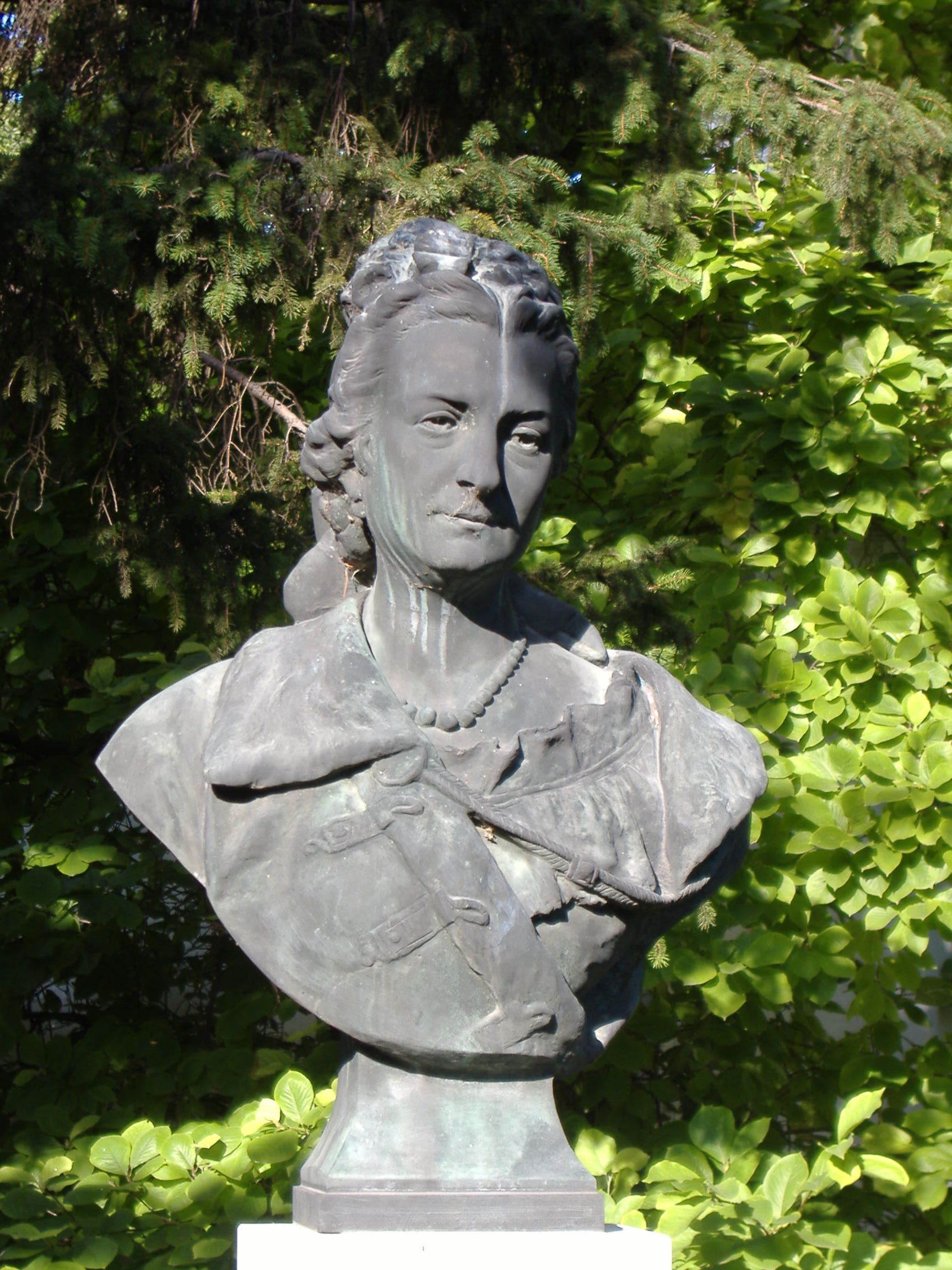
Hollósy Kornélia öntött bronz mellszobra, Telcs Ede alkotása

Hollósy Kornélia szobra Makón található, a városháza oldalkertjében. A szobor Telcs Ede alkotása. 
A szobrot az 1903-ban fölavatott, a művésznőről elnevezett faszínház előcsarnokában helyezték el. Az emlékszobor Hollósy Kornélia rokonszenves nyugalmát, fennkölt szellemiségét és báját jeleníti meg. Az épület lebontása után a József Attila Múzeumba került a szobor, majd a színésznő születésének 150. évfordulóján, 1978-ban a fehér oszlopon nyugvó mellszobrot fölállították a városháza oldalkertjében. A „magyar csalogánynak” becézett opera-énekesnő Lonovits József főispán hitveseként gyakran tartózkodott az épületben, ami akkor Csanád vármegye székháza volt.